# باري بيكرينغ
باري بيكرينغ (بالإنجليزية: Barry Pickering) (17 أبريل 1959 بنيوزيلندا - ) هو لاعب كرة قدم نيوزلندي في مركز حراسة المرمى، شارك في كأس العالم 1982. وشارك مع منتخب نيوزيلندا لكرة القدم. أما مع النوادي، فقد لعب مع ميرامار رينجرز ‏ وستوب أوت ‏ وكرايستشرش يونايتد.

## وصلات خارجية
- باري بيكرينغ على موقع الاتحاد الدولي (مؤرشف)  (الإنجليزية)
- باري بيكرينغ على موقع قاعدة بيانات كرة القدم.إي يو (الإنجليزية)
- باري بيكرينغ على موقع ناشيونال فوتبول تيمز (الإنجليزية)
- باري بيكرينغ على موقع عالم كرة القدم.نت (الإنجليزية)